# 代儿茶

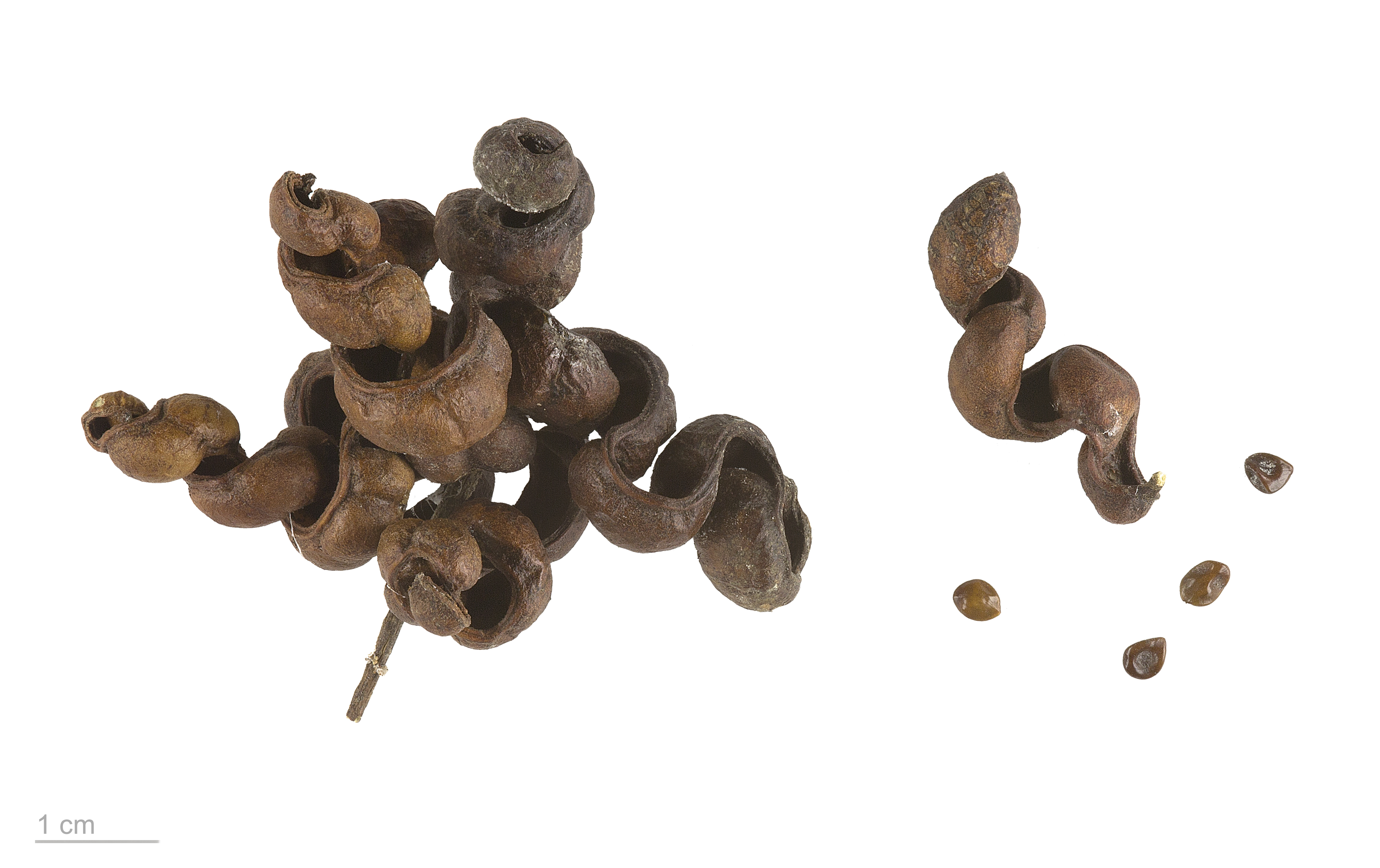
Dichrostachys cinerea

代儿茶（学名：Dichrostachys cinerea）为豆科代儿茶属下的一个种。

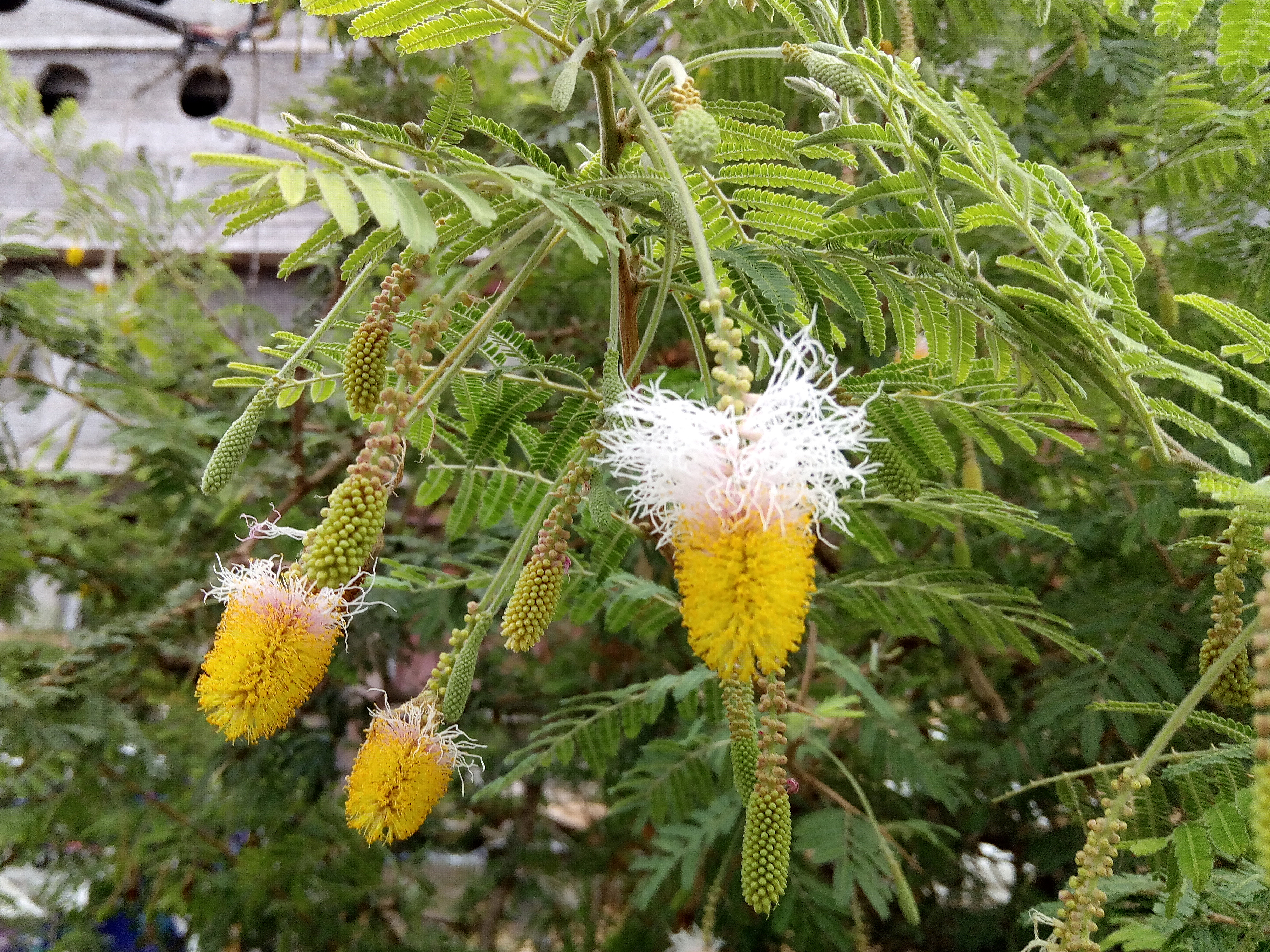
代儿茶